# Магьосникът от Оз
 Тази статия е за кино-филма.  За книгата на Л. Ф. Баум вижте Вълшебникът от Оз.  
Магьосникът от Оз (на английски: The Wizard of Oz) е американски музикален фентъзи филм от 1939 г., продуциран от Метро-Голдуин-Майер. Базиран на романа от 1900 г. Вълшебникът от Оз от Лиман Франк Баум, филмът е режисиран основно от Виктор Флеминг, който напуска продукцията, за да поеме Отнесени от вихъра.
Във филма участват Джуди Гарланд, Франк Морган, Рей Болджър, Бърт Лар, Джак Хейли, Били Бърк и Маргарет Хамилтън. Ноел Лангли, който е автор и на адаптацията, Флорънс Райерсън и Едгар Алън Улф получават признание за сценария. Музиката е композирана от Харолд Арлен и адаптирана от Хърбърт Стодарт, с текстове на песните от Едгар Харбърг.
Магьосникът от Оз е известен с използването на Техниколор, фантастично разказаната история, музикалната партитура и запомнящите се герои. Получава похвали от критиката и е номиниран за пет награди Оскар, включително за най-добър филм и печели в категориите за най-добра песен – Отвъд дъгата, и най-добра музика; младежката награда на Академията е връчена на Джуди Гарланд. Филмът е в предварителния списък с предложения на студиата за награда на Академията за цветна кинематография, но не получава номинация. Макар че е достатъчно популярен в боксофиса, филмът не успява да реализира печалба до преиздаването си през 1949 г., печелейки само 3 милиона долара, при бюджет от 2,7 милиона долара, което го превръща в най-скъпоструващата продукция на Метро-Голдуин-Майер по онова време.
Телевизионната премиера на филма е през 1956 г. по Си Би Ес. Според Библиотеката на Конгреса на САЩ това е най-гледаният филм в историята на киното. През 1989 г. е избран от Библиотеката на Конгреса сред първите 25 филма за съхранение в Националния филмов регистър на САЩ, обявявайки го за „културно, исторически и естетически значим“; това е един от малкото филми в международния регистър на ЮНЕСКО за паметта на света. Филмът е класиран на второ място във встъпителния списък на Върайъти със 100-те най-велики филма на всички времена, публикуван през 2022 г. Лентата е сред първите десет в списъка на 50 филма, които трябва да се гледат до 14-годишна възраст на Британския филмов институт от 2005 г. и е в актуализирания списък на същия институт от 50 филма, които трябва да се гледат до 15-годишна възраст, издаден през май 2020 г. Магьосникът от Оз се превръща в източник на много препратки в съвременната популярна култура. Филмът често се нарежда в списъците на критиците с най-великите филми на всички времена и е най-успешната комерсиална адаптация на произведението на Баум.

## Сюжет
В селски Канзас Дороти Гейл живее във ферма, собственост на чичо ѝ Хенри и леля ѝ Ем, и мечтае да бъде някъде другаде. Съседката на Дороти, Алмира Гълч, ухапана от кучето на Дороти, Тото, получава заповед от шерифа да го конфискува. Тото обаче успява да избяга и се връща при Дороти, която решава да избяга, за да го защити. Професор Марвел, шарлатанин-гледач на съдби, убеждава Дороти, че леля Ем е съсипана от скръб, което кара момичето да се върне у дома. Тя се прибира точно когато торнадо наближава фермата. Неспособна да влезе в заключеното убежище, Дороти се укрива във фермата и бива повалена в безсъзнание. Когато идва на себе си, вижда, че къщата се носи във въздуха, а тя и Тото са все още вътре.
Къщата каца в непозната земя, където Дороти е посрещната от добра вещица на име Глинда, която се спуска в мехур и обяснява, че Дороти е попаднала в Страната на мъничетата в страната Оз и че мъничетата празнуват, защото къщата е паднала върху Злата вещица от Изток и я е убила. Нейната сестра, Злата вещица от Запад, се появява неочаквано. Преди да успее да вземе рубинените обувки на покойната си сестра, Глинда магически ги прехвърля върху краката на Дороти и ѝ казва да ги пази. Тъй като Злата вещица няма власт в Страната на мъничетата, тя си тръгва, но се заклева да отмъсти на Дороти и Тото. Глинда съветва Дороти да следва жълтата павирана пътека до Смарагдовия град, където живее Магьосникът от Оз, защото той може да ѝ помогне да се върне у дома. Глинда отново се издига в мехура и отлита.
По пътя си Дороти среща Плашилото, което иска мозък; Тенекиения човек, който иска сърце; и Страхливия лъв, който иска кураж. Групата достига Смарагдовия град, въпреки пречките на Злата вещица. В началото пазачът на града отказва да ги пусне при Магьосника, но, трогнат от мъката на Дороти, отстъпва и четиримата са отведени в залата на Магьосника. Той се появява като огромна призрачна глава и казва, че ще изпълни желанията им, ако му донесат метлата на Злата вещица.
По време на мисията си Дороти и Тото са пленени от летящи маймуни и отведени при Злата вещица, но рубинените обувки я защитават. Тото успява да избяга и довежда Плашилото, Тенекиения човек и Страхливия лъв до замъка. Те освобождават Дороти, но са преследвани и накрая обкръжени от Вещицата и нейните стражи. Тя ги подиграва и подпалва ръката на Плашилото. Когато Дороти хвърля кофа вода върху Плашилото, неволно напръсква Вещицата, която се разтопява.
Стражите благодарно дават метлата на Дороти, а четиримата се връщат при Магьосника. Той обаче им казва да се върнат на следващия ден. Тото дръпва едно завеса и разкрива, че „Магьосникът“ е обикновен човек, който управлява машини, създаващи призрачния образ. Пътешествениците го изобличават, но той настоява, че е добър човек в сърцето си, макар да признава, че е измамник. След това „изпълнява“ желанията на тримата приятели на Дороти, като им дава символични предмети, които доказват, че винаги са имали търсените качества.
Магьосникът разкрива, че, както и Дороти, е от Канзас и случайно е попаднал в Оз с балон с горещ въздух. Той предлага да върне Дороти у дома с балона си и тя приема, но Тото скача от коша, Дороти го последва, и балонът излита само с Магьосника. Тогава Глинда отново се спуска в мехура си и ѝ казва, че винаги е имала силата да се върне в Канзас с помощта на рубинените обувки, но е трябвало сама да го осъзнае. След емоционално сбогуване с приятелите си, Дороти следва инструкциите на Глинда, почуквайки петите на обувките три пъти и повтаряйки: „Никъде не е като у дома.“
Дороти се събужда в леглото си в Канзас. Тя разказва за приключенията си, но леля Ем ѝ казва, че това е било просто лош сън. Дороти уверява Професор Марвел и работниците във фермата, че и те са били в Оз, а те се усмихват, за да ѝ угодят. Прегръщайки Тото, Дороти с благодарност възкликва: „О, лельо Ем, никъде не е като у дома!“.

## Актьори
Във финалните надписи на филма, когато персонаж от Канзас има съответстващ образ в Оз, е изписан само канзаският персонаж. Например, Франк Морган е посочен като изпълнител на ролята на Професор Марвел, но не и на Магьосника от Оз. Единствените персонажи от Оз, включени в надписите, са Глинда, Нико и Мъничетата.
- Джуди Гарланд – Дороти Гейл
- Франк Морган – професор Марвел, Портиерът, Файтонджията, Пазачът и Магьосникът от Оз
- Рей Болджър – Хънк, Плашилото
- Бърт Лар – Зик, Страхливия лъв
- Джак Хейли – Хикъри, Селски работник и Тенекиения човек
- Били Бърк	– Глинда, Добрата вълшебница от Севера
- Маргарет Хамилтън	– Мис Гълч, Злата вещица от Изтока, Злата вещица от Запада
- Чарли Грейпуин – Чичо Хенри
- Пат Уолш – Нико
- Клара Балндик	– Леля Ем
- Тери – Тото
- Мичъл Луис – Капитан
- Адриана Каселоти – Гласът на Жулиета в песента на Тенекиения човек
- Канди Кандидо – Гласът на ядосаното ябълково дърво

## Производство

### Разработка
Работата по филма започва, когато Снежанка и седемте джуджета (1937) на Уолт Дисни показва, че филмите, адаптирани по популярни детски истории и приказки, могат да бъдат успешни. През януари 1938 г. Метро-Голдуин-Майер купува правата върху популярния роман на Л. Франк Баум Вълшебникът от Оз от Самюъл Голдуин.
Сценарият преминава през няколко автори и редакции. Асистентът на Мервин Лерой, Уилям Х. Канън, подава кратко резюме от четири страници. Тъй като последните фентъзи филми не се представят добре, той препоръчва магическите елементи да бъдат смекчени или премахнати. В неговата версия Плашилото е човек толкова глупав, че единствената работа, която може да намери, е да плаши гаргите от царевицата, а Тенекиеният човек е престъпник без сърце, който е наказан да бъде затворен в тенекиен костюм завинаги. Това мъчение го прави по-мек и добросърдечен. Визията на Канън е подобна на филмовата адаптация на Лари Семон от 1925 г., в която липсват магически елементи.
След това Лерой наема сценариста Херман Дж. Манкевич, който изготвя 17 страници проект на сцените в Канзас. Няколко седмици по-късно Манкевич представя още 56 страници. Лерой също наема Ноел Лангли и поета Огдън Наш да напишат отделни версии на историята. Никой от тримата не знае за останалите – честа практика по онова време. Наш представя резюме от четири страници, Лангли изготвя изложение от 43 страници и пълен сценарий на филма. След това Лангли представя още три версии, този път включвайки песните, написани от Харолд Арлен и Йип Харбърг. Флорънс Райерсън и Едгар Алън Улф представят сценарий и са поканени да доизгладят текста. Те са помолени да гарантират, че историята ще остане вярна на книгата на Баум. Въпреки това продуцентът Артър Фрийд е недоволен от тяхната работа и я връща на Лангли. По време на снимките Виктор Флеминг и Джон Лий Махин допълнително редактират сценария, добавяйки и премахвайки някои сцени. Известно е също, че Хейли и Лар сами пишат част от диалога си за сцените в Канзас.
Финалната версия на сценария е завършена на 8 октомври 1938 г., след многобройни пренаписвания. Други, които допринасят за адаптацията, без да получат признание, са Ървинг Бретчър, Хърбърт Фийлдс, Артър Фрийд, Йип Харбърг, Самюъл Хофенщайн, Джак Минц, Сид Силвърс, Ричард Торп, Джордж Кюкор и Кинг Видор. Кредитирани за сценария са само Лангли, Райерсън и Улф.
Освен това, синът на текстописеца Харбърг (и негов биограф) Ърни Харбърг съобщава:

Както и да е, Йип написа всички диалози по онова време, както и въведението към песните, и също така написа сцената, в която се дават сърцето, мозъка и куражът, защото той беше финалният редактор на сценария. А той – имаше единайсет сценаристи по този проект – събра всичко заедно, написа свои реплики и придаде на цялото нещо свързаност и единство, което го превърна в произведение на изкуството. Но за това не получава признание. Той е отбелязан само с „текстове на песни от Е. Й. Харбърг“. Но въпреки това той остави своя отпечатък върху цялото нещо.

Лангли смята, че публиката от 1939 г. е твърде изтънчена, за да приеме Оз като чисто фентъзи; затова историята се преработва като дълга, сложна съновиденческа последователност. Тъй като създателите усещат необходимост да привлекат младежка аудитория, като се обърнат към модерните тенденции и стилове, в музикалния съпровод присъства песента The Jitterbug, а в сценария има сцена с поредица от музикални състезания. Разглезена, егоистична принцеса в Оз е забранила всички форми на музика, освен класическа музика и оперета. Принцесата предизвиква Дороти на певчески конкурс, в който суинг стилът на Дороти очарова слушателите и печели голямата награда. Тази роля първоначално е написана за Бети Джейнс, но по-късно отпада.
Друга сцена, която е премахната преди окончателното одобрение на сценария и никога не е заснета, е епилог в Канзас след завръщането на Дороти. Хънк (канзаският двойник на Плашилото) заминава за земеделски колеж и изисква обещание от Дороти да му пише. Сцената подсказва, че между двамата в бъдеще ще се развие романтична връзка, което вероятно е замислено и като обяснение за привързаността на Дороти към Плашилото, за разлика от другите двама спътници. Тази сюжетна идея никога не е напълно изоставена и е особено забележима във финалния сценарий, когато Дороти, малко преди да напусне Оз, казва на Плашилото: „Мисля, че ще ми липсваш най-много от всички“.
Голямо внимание се отделя и на използването на цветове в продукцията, като екипът на Метро-Голдуин-Майер предпочита някои нюанси пред други. На художествения отдел на студиото му отнема почти седмица, за да избере точния нюанс на жълтото за жълтия павиран път.

### Кастинг
За ролята на Дороти се обсъждат няколко актриси, сред които Шърли Темпъл от Туентиът Сенчъри Фокс – най-голямата детска звезда по онова време; Диана Дърбин, сравнително ново име с признат оперен глас; и Джуди Гарланд, най-опитната от трите. Официално решението да бъде избрана Гарланд се обяснява с договорни въпроси.
Рей Болгър първоначално е избран за ролята на Тенекиения човек, а Бъди Ебсън трябва да изиграе Плашилото. Болгър обаче силно желае да играе Плашилото, тъй като неговото детско идол Фред Стоун е играл тази роля на сцената през 1902 г. Сега, недоволен от ролята си на Тенекиения човек, Болгър убеждава продуцента Мервин Лерой да го преназначи в ролята, която толкова желае. Ебсън не възразява; след като преминава основите на отличителната походка на Плашилото с Болгър (като професионален танцьор, Ебсън е избран, защото студиото е уверено, че ще успее да пресъздаде известната „клатеща се походка“ на Плашилото на Стоун), той записва всичките си песни, участва в репетициите като Тенекиения човек и започва снимките с останалата част от актьорския състав.
Първоначално У. С. Фийлдс е избран за главната роля на Магьосника (след като Ед Уин отказва, смятайки ролята за „твърде малка“), но студиото не успява да покрие хонорара на Фийлдс. Уолъс Биъри настоява за ролята, но студиото отказва да го освободят по време на дългия снимачен график. Вместо това друг актьор под договор с Метро-Голдуин-Майер, Франк Морган, е нает на 22 септември.
Ветеранът на водевила Пат Уолш е известен с изпълненията си като различни маймуни в театрални постановки и циркови представления. Той е избран за Нико на 28 септември и пристига в студиото на Метро-Голдуин-Майер на 3 октомври.
Обширно търсене на таланти довежда до над сто джуджета, избрани да изиграят манчкините; това означава, че повечето сцени от Оз трябва да се заснемат преди да започне работата по последователността в Страната на мъничетата. Според актьора Джери Марен, който играе мъниче, всяко джудже получава над 125 долара на седмица (еквивалентно на около 2800 долара през 2024 г.). Майнхард Раабе, който играе съдебния лекар, разкрива в документалния филм от 1990 г. Създаването на Магьосника от Оз, че отделът по костюми на студиото под ръководството на дизайнера Адриан е трябвало да изработи над 100 костюма за сцените. Всеки мъник е сниман в своя костюм, за да се осигури постоянство в костюмите и грима през целия снимачен период.
Гейл Сондергард първоначално е избрана за ролята на Злата вещица от Запада, но се оттегля, когато образът на вещицата се променя от хитра и гламурна (подобна на Злата кралица от Снежанка и седемте джуджета на Дисни) към познатата „грозна баба“. На 10 октомври 1938 г., само два дни преди започването на снимките, тя е заменена от актрисата под договор със студиото Маргарет Хамилтън. Сондергард споделя в интервю за бонус материал на DVD, че няма съжаления за отказването на ролята. Тя по-късно играе гламурна котешка злодейка във филма на Фокс Синята птица от 1940 г. Хамилтън изиграва роля, много подобна на Злата вещица, във филма с Джуди Гарланд Деца в оръжия (1939).
Според Алджийн Харметц „износеното“ палто, което Морган носи като Магьосника, е избрано от рафт с палта в магазин за втора употреба. Според легендата, Морган по-късно открива етикет в палтото, който показва, че някога е принадлежало на Баум, съпругата на Баум потвърждава това, и в крайна сметка палтото ѝ е подарено. Въпреки това, биографът на Баум, Майкъл Патрик Хърн, казва, че семейството на Баум отрича да е виждало палтото или да е чувало за тази история; Хамилтън смята, че това е слух, създаден от студиото.

### Заснемане

#### Замяна на Ебсън с Хейли
Производството среща предизвикателството да създаде костюма на Тенекиения човек. Провеждат се няколко теста, за да се намери подходящият грим и облекло за Бъди Ебсън. Десет дни след началото на снимките, Ебсън получава токсична реакция след многократно вдишване на алуминиев прах (който неговата дъщеря, Кики Ебсън, описва като неправилно представен от студиото като „алергична реакция“), съдържащ се в алуминиевия грим, който носи. Той спомня си, че вдишва въздух една вечер и „нищо не се случва“, което означава, че не получава въздух в организма си. Хоспитализиран е в критично състояние, прекарва две седмици на кислород и впоследствие е принуден да напусне проекта. В интервю по-късно (включено в DVD изданието на Магьосникът от Оз от 2005 г.) той разказва, че ръководителите на студиото осъзнават сериозността на заболяването му едва след хоспитализацията му. Снимките се спират, докато не бъде намерен негов заместник.
Никога не е публикуван кадър с Ебсън в ролята на Тенекиения човек, само снимки от снимачния процес и грим тестове. Неговият заместник, Джак Хейли, смята, че Ебсън е уволнен. Гримът, използван за Хейли, е променен тихо на алуминиево пастообразно вещество, с пласт бял клоунски грим под него, за да се предпази кожата му. Въпреки че този грим не му оказва толкова сериозно въздействие, той все пак получава инфекция на окото от него. За да се намалят разходите по продукцията, Хейли преправя само песента If I Only Had a Heart и соловите си реплики в If I Only Had the Nerve и отпадналата песен The Jitterbug; затова гласът на Ебсън все още се чува в останалите песни с групови вокали, в които участва Тенекиения човек.

#### Краткото участие на Джордж Кюкор
След като преглежда кадрите и усеща, че Ричард Торп бърза със снимките, което негативно влияе на изпълненията на актьорите, Лерой взема решение да го замени. По време на реорганизацията на продукцията Джордж Кюкор временно поема режисурата под ръководството на Лерой. Първоначално студиото кара Гарланд да носи руса перука и тежък „бебешки“ грим, а тя играе Дороти по преувеличен начин. Кюкор променя грима и костюмите на Гарланд и Хамилтън и казва на Гарланд да „бъде себе си“. Това означава, че всички сцени, които Гарланд и Хамилтън вече са заснели, трябва да бъдат заснети наново. Кюкор също предлага студиото да привлече Джак Хейли от Фокс за ролята на Тенекиения човек.

#### Виктор Флеминг, главният режисьор
Джордж Кюкор не снима никакви сцени за филма, но действа само като творчески консултант на проблемната продукция. Предишният му ангажимент да режисира Отнесени от вихъра го кара да напусне на 3 ноември 1938 г., когато Виктор Флеминг поема режисурата. Като режисьор Флеминг решава да не променя филма спрямо творческата преориентация на Кюкор. Продуцентът Лерой вече е изразил задоволството си от новия курс на филма.
Всички сцени в Оз се снимат в трилентов Техниколор, който изисква използването на мощни, нагорещени прожектори, докато началните и финални надписи, както и сцените в Канзас, се заснемат в черно-бяло и се оцветяват в сепия тон. Сепия се използва и в сцената, в която леля Ем се появява в кристалното кълбо на Злата вещица.
Магьосникът от Оз не е първият филм, заснет с Техниколор, който е въведен още през 1917 г. с Пропастта между нас като двуцветен адитивен процес. Оз също не е първият филм, използвал трилентов Техниколор – трите цвята на субтрактивния процес, официално известен като Техниколор Процес 4, който позволява значително по-широка цветова гама от предишните технологии. Трилентовият Техниколор дебютира в игрален филм с кратка сцена в мюзикъла на Метро-Голдуин-Майер Котката и цигулката (1934) с Жанет Макдоналд и за пръв път е напълно приложен в пътеписния късометражен филм Холандия сред лалета (1934). Беки Шарп (1935) на Пионийр Пикчърс/РКО е първият изцяло заснет в трилентов Техниколор игрален филм, Пътеката на самотния бор (1936) на Парамаунт Пикчърс е първият, заснет изцяло на открито, Градината на Аллах е третият пълнометражен филм с този процес, а Сърчица (1938) на Метро-Голдуин-Майер е първият им игрален филм, заснет изцяло с технологията. Именно по време на продукцията на Сърчица Метро-Голдуин-Майер взема решението да заснеме по-голямата част от Магьосникът от Оз в Техниколор – решение, допълнително оправдано от огромния успех на Снежанка и седемте джуджета (1937) на Дисни.
Снимките на основните Техниколор сцени продължават повече от шест месеца – от октомври 1938 г. до март 1939 г. Повечето актьори работят шест дни в седмицата, като трябва да пристигат на снимачната площадка още в 4 сутринта за грим и костюми и често напускат след 7 вечерта. Тежкият грим и неудобните костюми се утежняват от силното осветление, необходимо за Техниколор, което нагрява декорите до над 38 градуса. Това води до астрономическа сметка за електричество от 225 000 долара (еквивалент на 5,08 милиона долара през 2024 г.). Рей Болджър по-късно споменава, че плашещият външен вид на костюмите пречи на повечето актьори от Оз да се хранят в студийния ресторант. Токсичният, меден грим на Маргарет Хамилтън я принуждава да бъде на течна диета в снимачните дни. Понякога са необходими до 12 дубъла, за да тича Тото в синхрон с актьорите, докато те подскачат по жълтата тухлена алея.
При излизането на Хамилтън от Страната на мъничетата е инсталиран скрит асансьор, който я сваля под нивото на сцената, докато огън и пушек прикриват изхода ѝ. Първият дубъл минава добре, но при втория огънят се разпалва твърде рано. Пламъците подпалват зеления ѝ грим на медна основа, причинявайки трета степен изгаряния по ръцете и лицето ѝ. Хамилтън прекарва три месеца във възстановяване, преди да се върне на работа. Поради токсичността на медния грим той обикновено се премахва с ацетон, но след инцидента гримьорът Джак Йънг използва алкохол, за да предотврати инфекция.

#### Отношение на снимачната площадка и обвинения в злоупотреби
През десетилетията след излизането на филма се появяват достоверни разкази, които разкриват, че Джуди Гарланд преживява тежки злоупотреби по време на снимките и преди тях. Студиото предприема крайни мерки за промяна на външния ѝ вид, включително ѝ пристягат гърдите и ѝ дават таблетки бензедрин, за да поддържа ниско тегло, заедно със стимуланти и успокоителни, които предизвикват пристъпи на смях. Има твърдения, че различни членове на екипа сочат гърдите ѝ и отправят неприлични коментари. Виктор Флеминг я удря по време на сцената с въвеждането на Страхливия лъв, когато Гарланд не може да спре да се смее на изпълнението на Лар. След като сцената свършва, Флеминг, според сведенията срамувайки се, заповядва на екипа да го удари в лицето, но Гарланд го целува вместо това. Тя продължава да носи изкуствени зъби, които покриват горните ѝ зъби, които са с неправилна подредба. Също така носи гумени дискове във всяка ноздра, за да промени формата на носа си. Тя използва зъбите и дисковете пред камерата още пет години, до участието си във филма Срещни ме в Сейнт Луис, когато гримьорката Дороти Понедел веднага изхвърля зъбите и дисковете в чекмедже след думите на Гарланд: „Трябва да нося това“. В мемоарите се твърди, че често пияните актьори, изиграли мъничетата, я тормозят сексуално и я щипят. Гарланд разказва, че Луис Б. Майер я е опипвал.

## Специални ефекти, грим и костюми
Арнолд Гилеспи, ръководителят на специалните ефекти на филма, използва няколко техники. Сцената с торнадото е особено скъпа за изпълнение. Гилеспи използва муселинена тъкан, за да направи торнадото гъвкаво, след като предишен опит с гума се проваля. Той окачва 11 м муселин от стоманен кран и свързва долната част с прът. Чрез движението на крана и пръта успява да създаде илюзията за торнадо, което се движи по сцената. Глина се пръска отгоре и отдолу чрез компресирани въздушни маркучи, за да завърши ефекта. Къщата на Дороти е пресъздадена чрез модел. Записаните кадри на това торнадо по-късно се използват в кулминационна сцена от музикалния филм Къща в небето (1943), режисиран от втория съпруг на Джуди Гарланд, Винсънт Минели.
Маските на Плашилото и Страхливия лъв са направени от пяна латекс, създадена от гримьора Джак Доун. Доун е един от първите, използвали тази техника. Отнема около час всеки ден да се свали внимателно залепената маска на Болгър от лицето му, процес, който накрая оставя постоянни линии около устата и брадичката му.
Костюмът на Тенекиения човек е направен от кожа, а мазнината, използвана за смазване на ставите му, е от шоколадов сироп. Костюмът на Страхливия лъв е направен от истинска кожа и козина на лъв. Поради тежкия грим, Бърт Лар можел да яде само супи и млечни шейкове по време на почивките, което го разболява. След няколко месеца Лар настоява за нормални хранения и презапис на грима след обяд. За сцената с „коня с различен цвят“ се използва прахче желе за оцветяване на белите коне. За постигане на някои специални ефекти се използва азбест, като например за горящата метла на вещицата и за фалшивия сняг, който покрива Дороти, докато спи в полето с макове.

## Музика
Магьосникът от Оз е известен със своите музикални композиции и саундтрак. Песните са композирани от Харолд Арлен, с текстове на Йип Харбърг. Те печелят награда Оскар за най-добра оригинална песен с Over the Rainbow. Песента заема първо място в класацията на АФИ 100 години... 100 песни и в списъка на Асоциация на звукозаписната индустрия в Америка 365 песни на века.
Композиторът на Метро-Голдуин-Майер Хърбърт Стотарт, известен холивудски композитор и автор на песни, печели Оскар за най-добър оригинален саундтрак.
Джорджи Стол е асоцииран диригент, а в надписите са посочени Джордж Басман, Мъри Кътър, Кен Дарби и Пол Маркуардт за оркестрови и вокални аранжименти.
Песните са записани на студийната сцена за музика преди снимките. Някои от записите са направени, докато Ебсън все още е част от актьорския състав. Макар че е трябвало да бъде изваден от продукцията заради опасна реакция към алуминиевия прах в грима си, неговият глас остава на саундтрака (както е посочено в бележките за луксозното издание на CD-то). Той се чува в груповите вокали на We're Off to See the Wizard.
Оригиналното изпълнение на Болгър на If I Only Had a Brain е значително по-спокойно от версията във филма. По време на снимките Кукър и Лeрой решават, че по-енергичното изпълнение по-добре подхожда на първата среща на Дороти с Плашилото, и записват песента отново. Оригиналната версия се смята за изгубена до откриването на копие през 2009 г.

## Постпродукция
Основните записи приключват с монохромните сцени в Канзас на 16 март 1939 г. Когато Виктор Флеминг е извикан да замени Джордж Кюкор като режисьор на Отнесени от вятъра, ветеранът режисьор Кинг Видор се съгласява да поеме режисурата на Магьосникът от Оз през последните десет дни от основното заснемане. Това включва основната част от сцените в Канзас, включително изпълнението на Джуди Гарланд на песента Over the Rainbow.
През април, май и юни се провеждат повторни снимки и допълнителни кадри под режисурата на продуцента Мървин Лерой. Когато репризата на Over the Rainbow е премахната след допълнителни тестови прожекции в началото на юни, Гарланд трябва да бъде върната, за да заснеме отново сцената Лельо Ем, страх ме е! без песента. Кадрите с леля Ем, изиграна от Бландик и заснети от Видор, вече са отделени за използване с ретропроекция и са повторно използвани.
След тежките травми на Маргарет Хамилтън при сцената с асансьора в Страната на мъничетата, тя отказва да участва в допълнителните снимки на сцената, в която лети на метла с пушек. Затова дубльорката Бети Денко изпълнява сцената вместо нея, но при техническа неизправност на механизма за пушек тя получава сериозни наранявания.
В този момент започва дългият и изтощителен процес на постпродукция. Хърбърт Стотарт композира филмовия музикален фон, а Арнолд Гилеспи усъвършенства специалните ефекти, включително много от кадрите с ретропроекция. Художественият отдел на студиото създава матирани картини за много от сценичните фонове.
Значително нововъведение, планирано за филма, е използването на шаблонен печат за прехода към Техниколор. Всеки кадър трябва да бъде ръчно оцветен, за да се запази сепийният тон. Този метод е изоставен заради високите разходи и трудоемкостта, като студиото прилага по-прост и по-евтин подход: по време на снимките през май интериорът на къщата е боядисан в сепия, а когато Дороти отваря вратата, не Гарланд, а дубльорката ѝ Боби Кошей, облечена в сепийна рокля, се отдръпва от кадъра. След като камерата преминава през вратата, Гарланд влиза в кадър в ярко синята си рокля (според допълненията на DVD), като сепийно боядисаната врата за кратко я оцветява в същия тон, преди тя да излезе от сянката на къщата в ярката светлина на Техниколор. Това също означава, че повторните снимки предоставят първия пълен кадър на Страната на мъничетата. Ако се вгледаме внимателно, краткото прекъсване с погледа на Дороти навън разделя един дълъг кадър — от вътрешността на вратата до панорамното движение, което завършва с обратен ъгъл, показващ руините на къщата зад Дороти, която спира при малкия мост.
Тестовите прожекции започват на 5 юни 1939 г. Първоначалната версия на Оз е с продължителност почти два часа. През 1939 г. средната продължителност на филм е около 90 минути. Лерой и Флеминг знаят, че трябва да изрежат поне 15 минути, за да направят филма управляем по дължина. Три предварителни прожекции в Сан Бернардино, Помона и Сан Луис Обиспо, Калифорния, насочват Лерой и Флеминг при монтажа. Сред множеството изрязвания са сцената с песента The Jitterbug, сложната танцова сцена на Плашилото, режисирана от Бъсби Бъркли след If I Only Had a Brain, репризите на Over the Rainbow и Ding-Dong! The Witch Is Dead, както и няколко по-малки диалогови сцени. Това оставя финалната, предимно сериозна част на филма без песни, само с драматична инструментална музика.
Песента Over the Rainbow почти е изтрита. Студиото смята, че прави сцените в Канзас твърде дълги и е твърде абстрактна за целевата детска публика. Студиото също така счита, че е унизително Гарланд да пее в обор. Лерой, неотбелязаният асоцииран продуцент Артър Фрийд и режисьорът Флеминг се борят да я запазят и в крайна сметка печелят. Песента печели Оскар за най-добра оригинална песен и става толкова тясно свързана с Гарланд, че тя я превръща в своя визитна картичка.
След прожекцията в Сан Луис Обиспо в началото на юли, филмът е официално пуснат през август 1939 г. с настоящата продължителност от 101 минути.

## Премиера

### Първоначално излъчване в киносалоните
Излъчването на филма Магьосникът от Оз е през август 1939 г., първо в различни градове като Грийн Бей, Калифорния и Масачузетс, след това в Холивуд на 15 август и в Ню Йорк на 17 август с участие на Джуди Гарланд и Мики Руни. Официалната премиера е на 25 август 1939 г.

### Телевизия
Метро-Голдуин-Майер продава правата за телевизионно излъчване на филма на Си Би Ес за 225 000 долара на излъчване (еквивалент на 1,93 милиона долара през 2023 г.). Първото телевизионно излъчване е на 3 ноември 1956 г. и постига голям рейтинг от 53% дял на публиката. Повторно излъчване на 13 декември 1959 г. печели още по-голяма аудитория (58% дял) и става ежегодна телевизионна традиция. Във Великобритания премиерата по телевизията е на Коледа през 1975 г. по Би Би Си 1 с аудитория от около 20 милиона зрители.

### Домашна употреба
Филмът Магьосникът от Оз излиза на видеокасета през 1980 г. и след това многократно се преиздава на различни формати като LaserDisc, DVD, Blu-ray и 4K Ultra HD. През годините излизат специални юбилейни издания с реставрирани версии, аудио коментари, допълнителни материали и архивни филми. Последните 4K издания от 2019 и 2024 г. използват висококачествени 8K трансфери и включват колекционерски екстри за 70-ата и 85-ата годишнина на филма.

### Повторни прожекции
Филмът е повторно издаван няколко пъти през годините: през 1949 г. в сепия тон, а през 1955 г. със сцени от Канзас в черно-бяло, което продължава при телевизионните излъчвания и домашните версии до 1989 г. За 60-ата годишнина през 1998 г. Уорнър Брос пуска дигитално възстановено специално издание. През 2002 г. филмът има ограничено повторно пускане в САЩ, спечелвайки 139 905 долара. На 70-ата годишнина през 2009 г. се организират еднократни прожекции и промоции на нови дискове за домашна употреба.
През 2013 г. филмът е повторно издаден в IMAX 3D формат в 300 киносалона в Северна Америка за една седмица, започвайки на 20 септември, по повод 75-ата годишнина на лентата. Уорнър Брос инвестира 25 милиона долара в реклама и организира премиера на 15 септември в новооткрития IMAX 3D екран в холивудския Китайски театър, което е първото прожектиране на филм в този формат и място. Версията е показана и на фестивала в Торонто същата година. Приходите от това издание възлизат на 5,6 милиона долара. За това повторно издание филмът е презаверен от Американската асоциация по кинематография и получава рейтинг PG за „някои страшни моменти“, въпреки че съдържанието остава непроменено, докато 2D версията запази G рейтинг. Следващи повторни издания се провеждат през януари 2015 г., през 2019 г. по повод 80-ата годишнина с прожекции в Долби Синема, през юни 2022 г. за 100-годишнината на Джуди Гарланд, както и през януари 2024 г. за 85-ата годишнина с въвеждане от Леонард Малтин и игра с викторина.

## Прием

### Критически отзиви
Магьосникът от Оз получава всеобщо признание при излизането си. В статия за Ню Йорк Таймс Франк Нюджънт определя филма като „възхитително произведение на вълшебство, което кара очите на децата да светят и носи тихо усмихнат блясък на по-мъдрите възрастни. От времето на Снежанка и седемте джуджета на Дисни нищо толкова фантастично не е постигнало толкова голям успех“. Въпреки това Нюджънт има забележки към някои от специалните ефекти на филма:

Дори с най-голямо старание и изобретателност, те не успяват да създадат мъничетата или летящо маймунче, които да не напомнят, макар и леко, на човек в костюм, подобно на тези, които носи Джак Доун. Също така, без няколко видими прекъсвания и припокривания на екрана, не могат да спуснат от небето голямия сапунен балон, в който пътува Глинда, и да я поставят плавно на мястото ѝ.

Според Нюджънт, „Дороти на Джуди Гарланд е жива и свежа млада дама с очи, изпълнени с удивление, като на вярваща в приказки, но фантазията на Баум е най-добра, когато Плашилото, Тенекиеният човек и Лъвът са в действие“.
Във Върайъти Джон С. Флин предсказва, че филмът „вероятно ще постигне рекордни успехи в боксофиса“, като отбелязва: „Някои от сцените са толкова красиви по дизайн и композиция, че въздействат на публиката със своето разгръщане“. Той също така нарича Гарланд „привлекателна личност“, а музикалната партитура – „весела и ярка“.
Харисън Рипортс пише: „Въпреки че някои хора не проявяват интерес към този тип филми, възможно е те да желаят да го видят само заради техническото изпълнение. Изпълненията са добри, като значителна подкрепа дава музиката. Филми от такъв ранг носят респект към индустрията“.
Филм Дейли пише:

Рядко, ако изобщо някога, екранът постига такъв успех в представянето на фантазия и пищност чрез плът и кръв... красиво реализирана приказка в Техниколор, с богатството си от хумор и мъдрост, със стимулиране на въображението, поредица от незабравими сцени и весели мелодии, която трябва да отбележи солиден успех в боксофиса.

Някои рецензии са по-малко положителни. Някои зрители смятат, че 16-годишната Гарланд е прекалено голяма, за да изиграе малкото момиче, каквото Баум е замислил за Дороти. Ръсел Малоуни от Ню Йоркър пише, че филмът „не показва никаква следа от въображение, добър вкус или изобретателност“ и го определя като „пълен провал“, докато Отис Фъргюсън от Ню Републик отбелязва: „Филмът има джуджета, музика, Техниколор, странни персонажи и Джуди Гарланд. Не може да се очаква да има чувство за хумор, а що се отнася до лекотата на фантазията – тежи като мокър плодов кекс“. Все пак филмът заема седмо място в националната анкета на Филм Дейли сред 542 критици за най-добър филм на 1939 г.

### Боксофис
Според записите на Метро-Голдуин-Майер, по време на първоначалното излизане на филма, той печели 2 048 000 долара в САЩ и 969 000 долара от други държави, с общи приходи от 3 017 000 долара. Въпреки това, високите производствени разходи, както и разходите за маркетинг, дистрибуция и други услуги, водят до загуба за студиото в размер на 1 145 000 долара. Филмът не отчита печалба според студиото до 1949 г., когато повторното му издаване носи допълнително 1,5 милиона долара (около 15 милиона долара в еквивалент за 2023 г.). Кристофър Финч, автор на биографията на Джуди Гарланд, пише: „Фантазията винаги е риск в боксофиса. Филмът вече е бил огромен успех като книга и голям хит на театралната сцена, но предишните опити да бъде пренесен на екран са били пълен провал“. Той също така посочва, че след успеха на филма Гарланд подписва нов договор с Метро-Голдуин-Майер, с който получава значително увеличение на заплатата и става една от десетте най-големи звезди на боксофиса в САЩ.
Филмът е преиздаван в страната и през 1955 г. Последвалите повторни издания между 1989 и 2019 г. носят приходи от 25 173 032 долара по света, с общи световни приходи от 29 690 032 долара.

### Наследство
Магьосникът от Оз не е първият цветен филм, но използването на Техниколор го прави революционен за фентъзи киното. Филмът става глобален феномен със символи като жълтия тухлен път и рубинените обувки и остава културна икона и днес. Критиците и известни творци от различни сфери признават дълбокото му влияние и майсторство в разказа, визуалните ефекти и музиката. Според проучвания и рейтинги той е един от най-влиятелните и обичани филми на всички времена. Множество известни личности, сред които режисьорите Джеймс Камерън, Джон М. Чу, Грета Гъруиг, Джим Хенсън, Рон Хауърд, Джордж Лукас, Оз Пъркинс, Стивън Спилбърг, Ант Тимпсън, Джон Уотърс и Майкъл Уилямс, актьорите Джош Гад, Кейли Спейни и Мишел Йео, както и музикантът Алекс Търнър от Арктик Мънкис, изразяват възхищението си от филма и влиянието му върху собствената си работа.

## Награди Оскар
На дванадесетата церемония за Академичните награди „Оскар“ филмът е номиниран за приза в шест категории, включително за най-добър филм и визуални ефекти. В категорията „Най-добър филм“ губи от „Отнесени от вихъра“ (друга продукция на MGM), но печели в категориите „Най-добра песен“ (Отвъд дъгата) и „Най-добро оформление“. Джуди Гарланд получава специална ювелирна статуетка за най-запомнящо се изпълнение (тази награда е и за участието ѝ в „Babes in Arms“). Магьосникът от Оз не получава „Оскар“ за специални ефекти.

## Културно влияние
Според изложбата на Библиотеката на Конгреса на САЩ Магьосникът от Оз: една американска приказка (2010):

Вълшебникът от Оз е най-великата и най-обичана американска приказка, създадена в САЩ. Първото изцяло американско фантъзи за деца, тя е сред най-четените детски книги... Въпреки многото си изразени американски черти, включително магьосник от Омаха, [филмовата адаптация от 1939 г.] има универсално послание... Поради многобройните си телевизионни излъчвания между 1956 и 1974 г., филмът е гледан от повече зрители от всеки друг филм.

През 1977 г. Алджийн Харметц пише Създаването на Магьосникът от Оз, подробно описание на създаването на филма, базирано на интервюта и изследвания; книгата е обновена през 1989 г.

### Рубинени обувки
Рубинените обувки, носени от Джуди Гарланд във филма, са сред най-ценните и скъпи филмови реликви в историята на киното заради своята емблематична стойност. В оригиналната книги Дороти носи сребърни обувки, но цветът им е променен на рубинен от сценариста Ноел Лангли в предпроизводствения период, за да се възползват от трислойния Техниколор процес. Отговорен за крайния дизайн е главният дизайнер на костюми на студиото – Адриан. Известни са пет чифта от тези обувки. Друг чифт с различен стил, който не е използван във филма, е продаден на търг от актрисата Деби Рейнолдс за 510 000 долара през юни 2011 г. Един чифт от рубинените обувки на Джуди Гарланд се съхранява във Вашингтон, в Националния музей по американска история към Смитсъновия институт.
През 2005 г. един от чифтовете е откраднат, докато е даден за известно време в Музея на Джуди Гарланд в родния ѝ град. Обувките са открити при операция на ФБР през 2018 г. През 2023 г. Тери Джон Мартин признава вината си за кражбата, но не е осъден на затвор, защото е настанен в хоспис с прогноза за живот по-малко от година. По време на кражбата обувките са застраховани за 1 милион долара. През декември 2024 г. те са продадени на търг за над 32 милиона долара, което е с над 26 милиона повече от предишния рекорд за най-скъпа развлекателна реликва. Обувките са един от четирите автентични чифта, които все още са запазени непокътнати.

### Роклята на Дороти и други костюми
През юли 2021 г. Католическият университет на Америка съобщава, че рокля, носена от Дороти и за която се вярва, че е подарена на свещеник Гилбърт Хартке от Мерседес Маккамбридж през 1973 г., е намерена в сградата на университета Хартке след много години липса. Университетът посочва, че експерт по филмови реликви от Националния музей по американска история към Смитсъновия институт счита, че още пет други рокли, които вероятно са носени от Джуди Гарланд, са „вероятно автентични“. Роклята, намерена в университета, притежава характеристики, споделяни с другите пет. Университетът обявява, че роклята ще бъде съхранявана в специална колекция.
Още една от роклите е продадена на търг през 2015 г. за близо 1,6 милиона долара. Много други костюми също са достигали шестцифрени суми като филмови реликви.

### Атракции в увеселителни паркове
Магьосникът от Оз има присъствие в парковете и курортите на Дисни. Филмът е имал собствена сцена в атракцията Грийт Муви Райд в Дисни Холивуд Студиос в курорта Уолт Дисни Уърлд, а също така е представен и в миниатюрен вариант в Дисниленд и Дисниленд Париж като част от атракция. Грийт Муви Райд затваря през 2017 г.
На 20 юли 2022 г. е обявено, че Уорнър Брос Муви Уърлд ще добави нов район, базиран на филма от 1939 г. Магьосникът от Оз. Той включва две влакчета, произведени от Векома, и е открит през 2024 г.

## В България

### Телевизия
В България филмът първоначално е излъчен по Ефир 2 на 25 февруари 1995 г. в събота от 10:00 ч. в рубриката „Премиера в събота“ с български дублаж. Ролите се озвучават от Силвия Русинова, Таня Димитрова, Десислава Знаменова, Даниел Цочев, Иван Танев и Васил Бинев. Преводът е на Марта Воденичарова.
Прави повторно излъчване по Канал 1 на 29 декември 2003 г. в 12:50 ч.
От 1995 до 2014 г. филмът е излъчван многократно по TCM в България.

### Домашна употреба
Филмът е издаден на DVD от Съни филмс през 2004 г. със субтитри на български, изготвени от SDI Media Group, и се състои от два диска.